# Backless
Backless ist das sechste Studioalbum von Eric Clapton. Es erschien im November 1978 und wurde 1990 auch auf CD veröffentlicht.

## Titelliste
1. Walk Out in the Rain (Bob Dylan, Helena Springs) – 4:16
2. Watch Out for Lucy (Clapton) – 3:26
3. I’ll Make Love to You Anytime (J. J. Cale) – 3:23
4. Roll It (Clapton, Marcy Levy) – 3:42
5. Tell Me That You Love Me (Clapton) – 3:31
6. If I Don’t Be There by Morning (Dylan, Springs) – 4:38
7. Early in the Morning (von Clapton arrangiert) – 7:58
8. Promises (Richard Feldman, Roger Linn) – 3:04
9. Golden Ring (Clapton) – 3:32
10. Tulsa Time (Danny Flowers) – 3:28

## Rezeption und Auszeichnungen
Die Musikwebsite Allmusic vergab 3,5 von fünf möglichen Sternen für das Album. Kritiker William Ruhlmann lobte Claptons Spiel, jedoch fehlten innovative Ideen: „Natürlich war Claptons Blues-Spiel ausgezeichnet. Jedoch fehlte es an neuem, einprägsamerem Material.“ Das Album erreichte Platz acht der Billboard 200 und Platz 18 der britischen Albumcharts. In Österreich positionierte sich das Album auf Rang 24.
1978 erreichte die Singleauskopplung Promises Rang 82 der Billboard Country-Charts. Ein Jahr später erreichte sie die Plätze neun und 37 der US-amerikanischen und britischen Singlecharts sowie Platz 6 der Adult-Contemporary-Charts. Die Single Watch out for Lucy platzierte sich auf Rang 40 der Billboard Hot 100 und blieb sieben Wochen in den Charts. Das Album verkaufte sich weltweit mehr als 1,16 Millionen Mal.

## Auszeichnungen für Musikverkäufe
| Land/Region                  | Auszeichnungen für Musikverkäufe (Land/Region, Auszeichnung, Verkäufe) | Verkäufe  |
| ---------------------------- | ---------------------------------------------------------------------- | --------- |
| Japan (RIAJ)                 | —                                                                      | 15.000    |
| Kanada (MC)                  | Platin                                                                 | 100.000   |
| Vereinigte Staaten (RIAA)    | Platin                                                                 | 1.000.000 |
| Vereinigtes Königreich (BPI) | Silber                                                                 | 60.000    |
| Insgesamt                    | 1× Silber · 2× Platin ·                                                | 1.175.000 |

Hauptartikel: Eric Clapton/Auszeichnungen für Musikverkäufe